# Catherine Chikwakwa
Catherine Chikwakwa (ur. 24 czerwca 1985)  – malawijska lekkoatletka specjalizująca się w biegach długodystansowych, olimpijka.
Dwukrotnie reprezentowała swój kraj na igrzyskach olimpijskich. W 2000 na igrzyskach w Sydney startowała w biegu na 5000 metrów odpadła w eliminacjach z czasem 16:39.82. cztery lata później podczas igrzysk w Atenach, w tej samej konkurencji również odpadła w eliminacjach z czasem 15:46.17.
Na mistrzostwach świata juniorów w 2004 zdobyła srebrny medal w biegu na 5000 metrów.

## Rekordy życiowe
| Dystans         | Wynik (s) | Miejsce   | Data          |
| --------------- | --------- | --------- | ------------- |
| Bieg na 3000 m  | 9:11.89   | Sztokholm | 25 lipca 2006 |
| Bieg na 5000 m  | 15:36.22  | Grosseto  | 13 lipca 2004 |
| Bieg na 10000 m | 35:03.6   | Harare    | 2 lipca 2005  |